# Ryk Neethling
Ryk Neethling, född 17 november 1977 i Bloemfontein, är en sydafrikansk tävlingssimmare och OS-guldmedaljör.

## Karriär
Ryk Neethling tävlade för Sydafrika i Olympiska sommarspelen 1996, 2000, 2004 och 2008. Hans främsta merit kom under OS 2004 i Aten då han var med och vann lagkappen på 4 x 100 meter tillsammans med landsmännen Roland Schoeman, Lyndon Ferns och Darian Townsend. Neethling simmade sista sträckan på 47.91 och höll undan för Nederländernas Pieter van den Hoogenband och USA:s Jason Lezak. Guldmedaljen var Sydafrikas enda under 2004 års OS.